# Quận Cherokee, Alabama
Quận Cherokee là một quận thuộc tiểu bang Alabama, Hoa Kỳ.
Quận được đặt tên theo bộ lạc Cherokee. Năm 2000, quận có dân số 23.988 người. Quận lỵ đóng tại Centre.
Đây là một quận khô. Quận có diện tích 600 dặm Anh vuông, trong đó có 47 dặm Anh vuông là diện tích mặt nước.